# Dicranoptycha trochanterata
Dicranoptycha trochanterata är en tvåvingeart som beskrevs av Paul Gustav Eduard Speiser 1908.
Dicranoptycha trochanterata ingår i släktet Dicranoptycha och familjen småharkrankar. Artens utbredningsområde är Tanzania. Inga underarter finns listade i Catalogue of Life.